# Tashkent Open 2015
Tashkent Open 2015 byl tenisový turnaj pořádaný jako součást ženského okruhu WTA Tour, který se hrál na otevřených dvorcích s tvrdým povrchem městské tenisového centra. Konal se mezi 28. září až 3. říjnem 2015 v uzbecké metropoli Taškentu jako 17. ročník turnaje.
Turnaj s rozpočtem 250 000 dolarů patřil do kategorie WTA International Tournaments. Poslední přímou startující v hlavní singlové soutěži se stala 130. ruská hráčka žebříčku Alexandra Panovová. Nejvýše nasazenou hráčkou ve dvouhře byla čtyřicátá třetí tenistka světa Annika Becková z Německa, která skončila ve čtvrtfinále na raketě srbské hráčky Bojany Jovanovské. Premiérový kariérní titul z dvouhry na okruhu WTA zaznamenala Japonka Nao Hibinová. Deblovou soutěž ovládly Rusky Margarita Gasparjanová a Alexandra Panovová.

## Distribuce bodů a finančních odměn

### Distribuce bodů
| Soutěž  | vítězky | finalistky | semifinalistky | čtvrtfinalistky | 16 v kole | 32 v kole | Q  | Q2 | Q1 |
| ------- | ------- | ---------- | -------------- | --------------- | --------- | --------- | -- | -- | -- |
| dvouhra | 280     | 180        | 110            | 60              | 30        | 1         | 18 | 12 | 1  |
| čtyřhra | 280     | 180        | 110            | 60              | 1         | —         | —  | —  | —  |

### Finanční odměny
| Soutěž                              | vítězky | finalistky | semifinalistky | čtvrtfinalistky | 16 v kole | 32 v kole | Q2     | Q1   |
| ----------------------------------- | ------- | ---------- | -------------- | --------------- | --------- | --------- | ------ | ---- |
| dvouhra                             | $43 000 | $21 400    | $11 500        | $6 200          | $3 420    | $2 220    | $1 285 | $750 |
| čtyřhra                             | $12 300 | $6 400     | $3 435         | $1 820          | $960      | —         | —      | —    |
| částka ve čtyřhře je uvedena na pár |         |            |                |                 |           |           |        |      |

## Ženská dvouhra

### Nasazení
| Stát                         | Hráčka                 | WTA | Nasazení |
| ---------------------------- | ---------------------- | --- | -------- |
| Německo                      | Annika Becková         | 43. | 1.       |
| Německo                      | Carina Witthöftová     | 55. | 2.       |
| Slovinsko                    | Polona Hercogová       | 60. | 3.       |
| Švédsko                      | Johanna Larssonová     | 61. | 4.       |
| Česko                        | Kateřina Siniaková     | 69. | 5.       |
| Rusko                        | Margarita Gasparjanová | 70. | 6.       |
| Lotyšsko                     | Jeļena Ostapenková     | 77. | 7.       |
| Rumunsko                     | Andreea Mituová        | 84. | 8.       |
| Žebříček WTA k 21. září 2015 |                        |     |          |

### Jiné formy účasti
Následující hráčky obdržely divokou kartu do hlavní soutěže:
- Nigina Abdurajmovová
- Anhelina Kalininová
- Sabina Šaripovová

Následující hráčky si zajistily postup do hlavní soutěže v kvalifikaci:
- Paula Kaniová
- Anett Kontaveitová
- Kateryna Kozlovová
- Stefanie Vögeleová

Následující hráčka si zajistila postup do hlavní soutěže jako šťastná poražená:
- Petra Martićová

### Odhlášení
před zahájením turnaje
- Denisa Allertová → nahradila ji Petra Martićová
- Vitalija Ďjačenková → nahradila ji Jelena Vesninová
- Marina Erakovicová → nahradila ji Kiki Bertensová
- Kirsten Flipkensová → nahradila ji Kristýna Plíšková
- Tatjana Mariová → nahradila ji Jana Čepelová
- Kurumi Naraová → nahradila ji Jeļena Ostapenková
- Tereza Smitková → nahradila ji Aljaksandra Sasnovičová
- Yanina Wickmayerová → nahradila ji Nao Hibinová

v průběhu turnaje
- Aljaksandra Sasnovičová (zranění dolní části zad)

## Ženská čtyřhra

### Nasazení
| Stát                                                                     | Hráčka                 | Stát               | Hráčka             | WTA  | Nasazení |
| ------------------------------------------------------------------------ | ---------------------- | ------------------ | ------------------ | ---- | -------- |
| Nizozemsko                                                               | Kiki Bertensová        | Švédsko            | Johanna Larssonová | 80.  | 1.       |
| Rusko                                                                    | Margarita Gasparjanová | Rusko              | Alexandra Panovová | 125. | 2.       |
| Spojené království                                                       | Jocelyn Raeová         | Spojené království | Anna Smithová      | 158. | 3.       |
| Gruzie                                                                   | Oxana Kalašnikovová    | Polsko             | Paula Kaniová      | 164. | 4.       |
| Žebříček WTA k 21. září 2015; číslo je součtem umístění obou členek páru |                        |                    |                    |      |          |

### Jiné formy účasti
Následující páry obdržely divokou kartu do hlavní soutěže:
- Nigina Abdurajmovová /  Akgul Amanmuradovová
- Jekatěrina Byčkovová /  Stefanie Vögeleová

Následující pár postoupil do hlavní soutěže jako náhradník:
- Alona Fominaová /  Kateryna Kozlovová

### Odhlášení
před zahájením turnaje
- Kiki Bertensová (zranění levého chodidla)

v průběhu turnaje
- Anna-Lena Friedsamová (břišní zranění)

## Přehled finále

### Ženská dvouhra
- Nao Hibinová vs.  Donna Vekićová, 6–2, 6–2

### Ženská čtyřhra
- Margarita Gasparjanová /  Alexandra Panovová vs.  Věra Duševinová /  Kateřina Siniaková, 6–1, 3–6, [10–3]